# Simon Malgo
Simon Malgo est un peintre danois né à Copenhague en 1745 mort à Londres après 1793.

## Œuvre
- De 1763 à 1771 élève de l'Académie de Copenhague où il obtient deux petites médailles d'argent en 1763, puis deux grandes en 1764-1766, en 1773 il part à Rome avec Nicolai Abraham Abildgaard, puis se rend à pied de Rome à Paris avec son compatriote Jens Juel.

## Collections
- Le musée d'art et d'histoire de Genève conserve deux vues de la cité de Calvin : Genève vue des hauteurs de Saint-Jean, 1778 et Les Eaux-Vives et Cologny vus des Tranchées, 1778, provenant de l'ancienne collection de la famille Tronchin.
- Le musée de Louviers conserve de lui deux eaux-fortes :
  - Vue des environs du lac Léman, côté du midi, de 1780
  - Vue du Lac Léman, côté du nord, de 1781